# Колима (град)
Вижте пояснителната страница за други значения на Колима.
Колима (на испански: Colima) е столицата на едноименния западен щат Колима в Мексико. Колима е с население от 123 597 жители (2005). Основан е на 24 юни 1596 г. Средната температура в града е 19 °C. Средните валежи са от 63,70 до 94,90 мм, по-голямата част от които падат между август и септември.